# Principi de Pascal
|  | No s'ha de confondre amb Regla de Pascal. |

El principi de Pascal, enunciada pel matemàtic francès Blaise Pascal (1623–1662), és un dels principis fonamentals de la hidroestàtica. El teorema afirma, de manera resumida, el següent:
| La pressió exercida per un fluid incompressible en equilibri dins d'un recipient de parets rígides es transmet d'igual manera en totes direccions i en tots els seus punts. |

En altres paraules, això significa que si s'exerceix una pressió exterior sobre un líquid en repòs, aquest exercirà una pressió de la mateixa intensitat sobre qualsevol cos que hi estigui en contacte. Aquesta pressió sempre actua perpendicularment a la superfície del cos, sigui quina sigui la seva posició: és per això que diu que la pressió es transmet en totes direccions.
El principi de Pascal es pot comprovar experimentalment utilitzant una esfera buida perforada en diferents llocs i proveïda d'un èmbol. En omplir l'esfera amb aigua i exercir-hi pressió mitjançant l'èmbol, s'observa que l'aigua surt per tots els forats amb la mateixa pressió.

## Aplicació matemàtica
L'equació que regeix el principi és la següent:
{\displaystyle \Delta P=\rho g(\Delta h)\,}
On:
- {\displaystyle \Delta P} és la pressió hidroestàtica, o la diferència de pressió entre dos punts d'una columna de fluid deguda al seu propi pes (en Pa)
- ρ és la densitat del fluid (en kg·m-3)
- g és l'acceleració de la gravetat (normalment s'usa la gravetat estàndard, en m·s-2)
- {\displaystyle \Delta h} és l'altura del fluid per sobre del punt de mesura, o la diferència d'elevació entre els dos punts de la columna de fluid (en metres)

## Aplicacions
Algunes de les aplicacions pràctiques del principi de Pascal són les següents:
- El sifó
- El gat hidràulic i la premsa hidràulica
- L'amplificació de força del sistema de frenat de la majoria de vehicles de motor
- Pous artesians, torres d'aigua i preses.
- Els submarinistes han de comprendre bé aquest principi: a una profunditat de 10 metres sota l'aigua, la pressió és el doble que la pressió atmosfèrica a nivell del mar, i incrementa uns 100 kPa per cada descens de 10 metres.[1]